# 大西郷 (三好郡)
大西郷（おおにしごう/おおにしのごう）は、阿波国三好郡に存在した郷である。
三好郡の西端に位置しているため「大西」郷と呼ばれた。南北朝時代の頃に存在したと思われる。現在では、三好市の池田町佐野、池田町馬路、池田町白地、山城町になっている。

## 大西姓の起源
大西郷は四国中央部における大西姓の発祥地である。大西郷を本拠地にしていた有力者（近藤氏、小笠原氏、阿波忌部氏など諸説ある）が大西へと姓を改め、200年程の間に伊予国宇摩郡（現愛媛県四国中央市）、讃岐国豊田郡（現香川県観音寺市）、土佐国長岡郡（現高知県長岡郡）へと勢力を拡大して、勢力下にあった地域では善政を施した。
現在、三好郡・三好市と香川県において一番多い姓は大西である。

## 明治以降の合併
かつて大西郷に属していた地域は合併を重ねて現在は三好市に属している。
- 佐野 → 佐馬地村佐野 → 池田町佐野 → 三好市池田町佐野
- 馬路 → 佐馬地村馬路 → 池田町馬路 → 三好市池田町馬路
- 白地 → 佐馬地村白地 → 池田町白地 → 三好市池田町白地
- 山城谷 → 山城町 → 三好市山城町
- 西宇 → 三名村西宇 → 山城町西宇 → 三好市山城町西宇
- 上名 → 三名村上名 → 山城町上名 → 三好市山城町上名
- 下名 → 三名村下名 → 山城町下名 → 三好市山城町下名